# Salón del Tinell

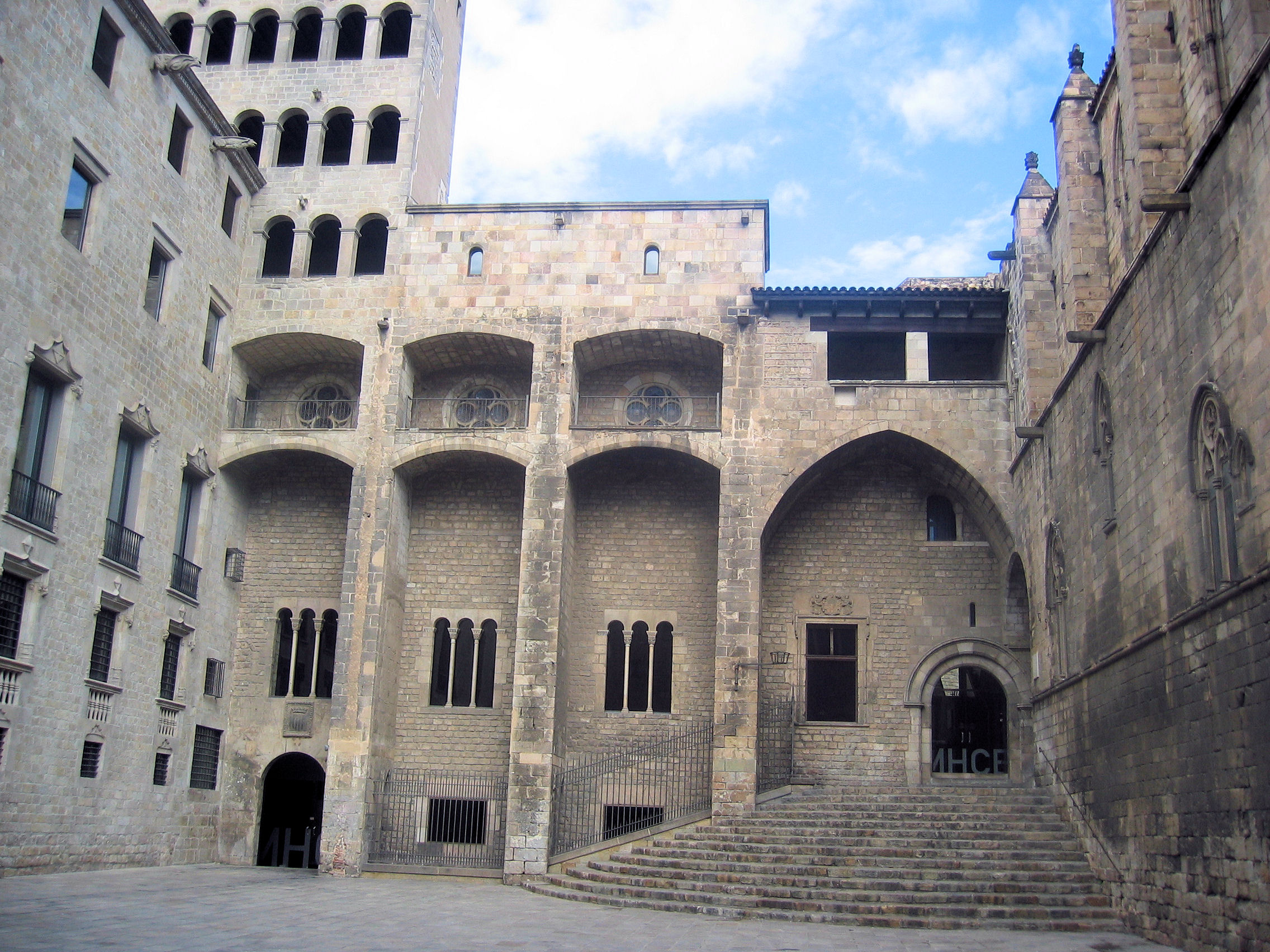
Plaza del Rey, con el Salón del Tinell al fondo, la Capilla de Santa Águeda a la derecha y el Palacio del Lugarteniente a la izquierda.

El Salón del Tinell es uno de los tres edificios que componen el Palacio Real Mayor de Barcelona, situado en la plaza del Rey, del Barrio Gótico de la misma ciudad catalana. Es la sala de ceremonias del antiguo Palacio Real, residencia de los condes de Barcelona y, posteriormente, de los reyes de la Corona de Aragón.
Conjuntamente con la contigua Capilla de Santa Ágata forma parte del Museo de Historia de Barcelona.

## Historia

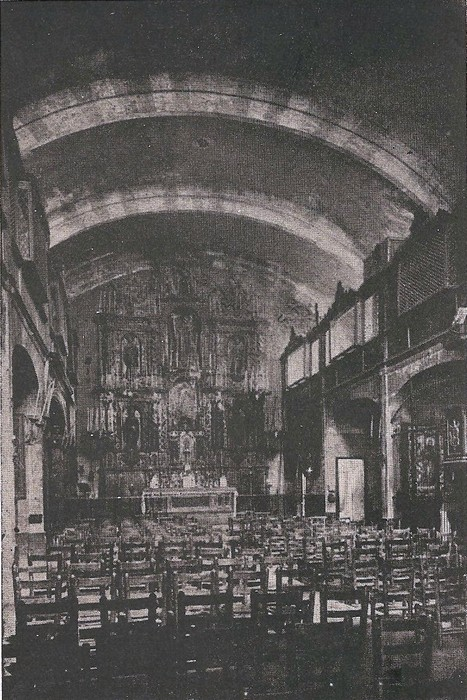
Antigua iglesia de Santa Clara, instalada en 1718 en el Salón del Tinell (c.1920).

Fue construido entre 1359 y 1370 por encargo del rey Pedro el Ceremonioso al maestro de obras Guillem Carbonell.
El salón fue transformado en el siglo XVI en Real Audiencia y sede de la Inquisición.
En el año 1718, las monjas del convento de Santa Clara convirtieron este salón en iglesia. Fue restaurado en el año 1936, una vez que las monjas dejaron de utilizarlo como iglesia. 
Tradicionalmente, es en este salón donde se sitúa la entrevista entre Cristóbal Colón y los Reyes Católicos, tras la llegada de Colón de su primer viaje a América en 1493. Aunque según otras versiones, en realidad este encuentro ocurriría en el Monasterio de San Jerónimo de la Murtra, en Badalona.

## El edificio
El edificio tiene planta rectangular (33 metros de largo, 18 de ancho y 12 de alto), cubierta con un envigado sostenido por seis grandes arcos diafragmáticos de medio punto, que se apoyan sobre pilares prismáticos con capiteles esculpidos. Transversalmente a los arcos hay unas estrechas bóvedas de cañón, al lado de los muros laterales. La fachada exterior que da a la plaza del Rey es de época anterior. Entre los contrafuertes, que contrarrestan el empuje de los arcos interiores, se pueden ver ventanas de diferentes épocas: las triforadas, del siglo XIII, o los rosetones, del siglo XIV. La fachada posterior, que da al patio del Museo Marés, es de origen románico, muy transformada.

## Uso actual del Salón
En la actualidad, el salón se alquila por el Ayuntamiento de Barcelona para la celebración de conciertos, exposiciones, conferencias y diversos actos con una capacidad de hasta 400 personas.